# Anton Rubinstein
Anton Grigorjevič Rubinstein (rusko Анто́н Григо́рьевич Рубинште́йн), ruski skladatelj, pianist in dirigent, * 16./28. november 1829, Wychwatinez Podolje (danes Transnistria, Moldavija), † 8./20. november 1894, Peterhof pri Sankt Peterburgu.
Anton je brat pianista in skladatelja Nikolaja Rubinsteina.
Rubinstein se je rodil judovskim staršem, v ranem otroštvu se je začel učiti igranja na klavir in imel svoj prvi recital pri devetih letih.
Njegov učitelj, Alexander Villoing, ga je odpeljal v Pariz, kjer je igral Chopinu in Lisztu, in ju slišal igrati. V Berlinu je skupaj z bratom študiral kompozicijo in teorijo pri prof. Siegfriedu Dehnu. Tu je spoznal Felixa Mendelssohna (ki je postal njegov mentor) in Giacoma Meyerbeera. Nato se je preselil na Dunaj, kjer se je kratek čas preživljal s poučevanjem, preden se je vrnil v Rusijo (1848), kjer je deloval kot glasbenik carjeve svakinje.
Kot koncertni pianist je ponovno začel s turnejami v poznih 1850-ih, nato se je ustalil v Sankt Peterburgu, kjer je leta 1862 skupaj z bratom ustanovil Sanktpeterburški glasbeni konservatorij, prvo glasbeno šolo v Rusiji. Pred tem časom so mnogi mladi ruski talenti zapuščali domovino, da bi lahko zasloveli in si pridobili glasbene izkušnje. Konservatorij je postal novo središče ruske glasbe in je navdajal z občutkom narodnega ponosa; posledično so se mnogi nadarjeni glasbeniki iz evropskih držav vračali v domovino, kjer so komponirali in poučevali. Rubinstein je nadaljeval s pianističnimi turnejami, proti koncu življenja pa je za kratek čas poučeval še v Dresdnu.
Rubinstein je umrl v Peterhofu, za posledicami dolgotrajne bolezni srca. Vse življenje se je počutil kot nekakšen izobčenec; o svojih občutkih je zapisal v enem svojih dnevnikov:
»Rusi me obravnavajo kot Nemca, Nemci me obravnavajo kot Rusa, Judje mi pravijo kristjan, kristjani - Jud. Pianisti me označujejo kot skladatelja, skladatelji kot pianista. Klasicisti mislijo, da sem naprednjak in napredneži mi pravijo, da sem reakcionaren. Moj sklep je, da nisem ne tič ne miš - ubog posameznik.«
Ulica, na kateri je živel v Sankt Peterburgu, je danes imenovana po njem.